# Michael (Mondkrater)
Michael ist ein kleiner Mondkrater auf der Mondvorderseite am Südrand des Palus Putredinis.
Die namentliche Bezeichnung geht auf eine ursprünglich inoffizielle Bezeichnung auf Blatt 41A3/S1 der Topophotomap-Kartenserie der NASA zurück, die von der IAU 1976 übernommen wurde.

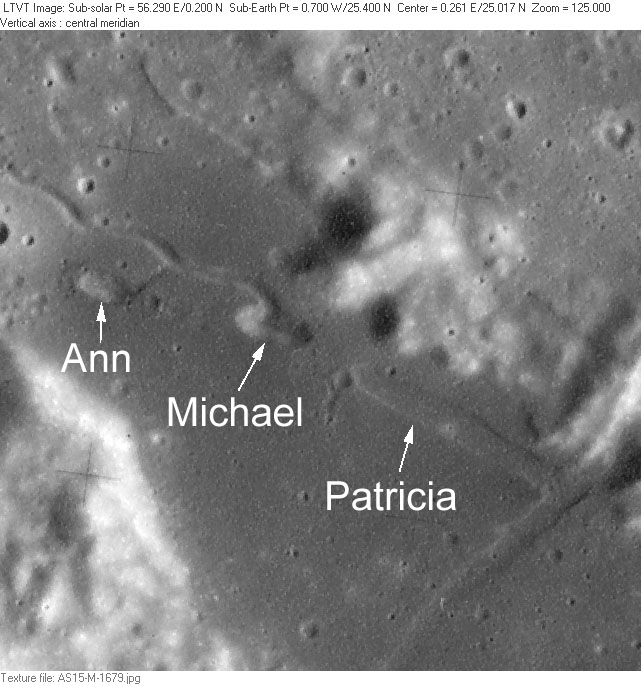
Michael, Ann und Patricia (Apollo 15-Aufnahme)